# Cartoon Network Too
Cartoon Network Too (marca registrada de Cartoon Network TOO, para abreviar CN Too) foi um canal de televisão britânico criado pela Turner Broadcasting System. CN Too é um spin-off do canal de televisão da irmã Cartoon Network, que exibe uma mistura de desenhos animados clássicos, modernos e originais como Cartoon Cartoons de programação até 24 de maio de 2007, onde o canal mostra os mesmos shows do Cartoon Network (Reino Unido), ao ar vão os desenhos do Cartoon Network e também arquivados até às 23h00. Foi lançado no Reino Unido e Irlanda, de 24 de abril de 2006 a 24 de maio de 2007, no canal 602 (Sky Digital) e 732 (Virgin Media). O canal transmite 24 horas. Divide a grade com o TCM 2, outro canal do Reino Unido, somente um spin-off do canal TCM, até 24 de maio de 2007, porque de transformou num canal 24 horas, com a mesma identidade mas como novo, mas em 1º de abril de 2014, o Cartoon Network Too foi encerrado.

## História

### Fundação
Em 24 de abril de 2006, que coincidentemente foi o dia em que Nick Jr. Too também foi lançado, Cartoon Network Too, O canal é lançado atrasado, cerca de 22h15 com O Laboratório de Dexter que foi seguido por A Vaca e o Frango, às 22h30. Então com Corrida Maluca às 23h.
Então depois ficou fora do ar.
Desde 24 de maio de 2007 o canal, junto com Cartoonito, substituiu o Toonami, que fechou às 3 da manhã. O CN Too passou das 3 às 7 da manhã para 24 horas. Foi dito que o canal seria maior e melhor.
Em junho de 2007, Cartoon Network Too foi lançado no Top Up TV a qualquer hora, mas foi removido em 2 de junho de 2009, e mudou-se para a programação Top Up TV Anytime como fluxo do Cartoon Network.

### Falhas Técnicas e interrupções
Em 27 de julho de 2006, CN Too, juntamente com o Cartoon Network, Boomerang, Toonami, Boomerang+1 e TCM, sofreram a maior falha técnica devido a um corte de energia no Soho em Londres. Tal deveu-se ao fornecedor de energia EDF que estava cortando a energia de diferentes partes do Soho, uma de cada vez, durante quatro horas, propositadamente, devido à incapacidade da alegação que a onda de calor que atingiu a Europa em 2006 havia atingido a Turner Broadcasting System Europe.
O Cartoon Network ficou travado com a imagem e depois ficou com toda a tela preta.
O corte de energia causou uma combinação de canais (ou seja, Cartoon Network foi transmitido no Boomerang e Toonami no Boomerang foi transmitido o CN Too) e Boomerang +1 saiu do ar , enquanto o TCM, reverteu-se no TCM France e outras programações durante as vezes que foi capaz de fornecer um serviço. A maioria da propaganda foi suspensa, e vários sites do canal estavam off-line também.

### 2007–2014: Cartoon Network Top como um canal 24 horas
Em maio de 2007, às 19h, a versão antiga do Cartoon Network Too fechou pela última vez. Então, no mesmo dia às 3 da  manhã, o Toonami foi desligado permanentemente e o Cartoon Network Too foi movido para seu slot, permitindo que o Cartoonito fosse lançado no slot de tempo compartilhado com TCM2 original do Cartoon Network Too. Os telespectadores do Toonami foram avisados com três semanas de antecedência antes que a Turner Broadcasting System Europe retirasse o Toonami do ar. O Cartoon Network Too estava em processo de mudança para o antigo slot de Toonami na Sky Digital e foi lançado na Virgin Media, novamente substituindo Toonami.
Em junho de 2007, Cartoon Network Too tornou-se disponível no Top Up TV Anytime , que é um serviço de vídeo sob demanda. No entanto, em junho de 2009, ele foi removido, mas o Cartoon Network continua acessível via Top Up TV Anytime. Em junho de 2010, o Cartoon Network Too foi removido da SCTV Digital como resultado da entrada do serviço na administração. Em maio de 2012, o logotipo do Cartoon Network Too foi alterado de acordo com o logotipo principal do Cartoon Network, já atualizado.

### Fechamento (2014)
Em 1º de abril de 2014, o Cartoon Network Too foi encerrado, o programa final do Cartoon Network Too foi um episódio de Skatoony , seguido por promos do que estava ao ar no Cartoon Network e, em seguida, uma sequência de pára-choque em um clipe do conteúdo promocional do Cartoon Network de 2007 , que foi mostrado incompleto quando o Cartoon Network +1 foi relançado no espaço do Cartoon Network Too.

## Ligações Externas
- Cartoon Network.co.uk - Site Oficial